# Vieira Malta
Joaquim Paulo Vieira Malta, mais conhecido como Vieira Malta (Mata Grande, 20 de outubro de 1857 — Maceió, 14 de setembro de 1913), foi um político brasileiro.

## Biografia
Filho do alferes de milícias Manuel Francisco Malta e de Maria Vieira Malta. É irmão de Euclides Vieira Malta, que governou o estado de Alagoas.
Começou os seus estudos superiores na Faculdade de Direito de São Paulo, se transferindo para Faculdade de Direito de Recife, onde se formou em 1878. Começou a exercer a advocacia em Paraíba do Sul, estado do Rio de Janeiro, entre 1879 a 1880. Depois, foi nomeado juiz de direito em Saquarema, no mesmo estado, permanecendo até a proclamação da República, 1889. Foi, ainda, juiz de direito de Alegre, no Espírito Santo. Começou a se interessar pela política quando retornou à Alagoas, por ter assumido o cargo de secretário do interior, de junho de 1899 a junho de 1901, no governo de Francisco Manuel dos Santos Pacheco e no governo de seu irmão Euclides Malta.
Foi governador de Alagoas entre 12 de junho de 1903 e 12 de junho de 1906, além de senador em 1903 e de 1907 a 1911. Em 1913, foi nomeado procurador-geral do estado de Alagoas, falecendo no cargo.
Durante o seu mandato como Governador o seu Vice-governador foi o Coronel Francisco dos Santos Pacheco.